# 4398 Chiara
4398 Chiara је астероид главног астероидног појаса са средњом удаљеношћу од Сунца која износи 2,365 астрономских јединица (АЈ).
Апсолутна магнитуда астероида је 13,1.